# Kyron Sullivan

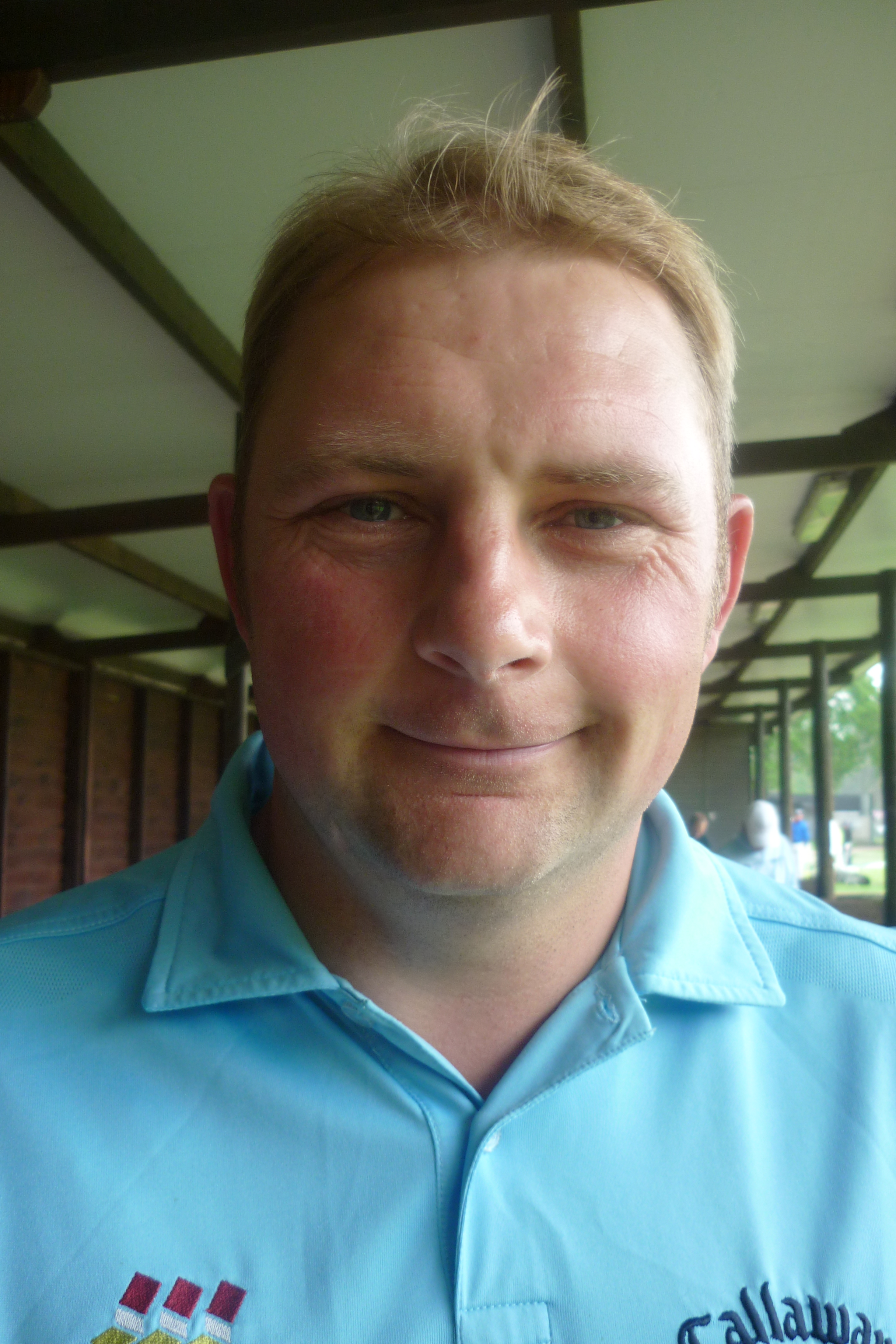
Telenet Trophy 2010.

Kyron Sullivan (Cardiff, 22 juni 1976) is een professioneel golfer uit Wales.

## Amateur
Sullivan speelde als amateur over de hele wereld. Tussendoor studeerde hij in Cardiff en haalde een BA Business Studies en IT Management. Negen maanden werkte hij daarna als IT-analist voordat hij besloot toch maar professional te worden.

## Professional
Sullivan werd in 2002 professional en had toen handicap +4. Hij speelde twee jaar op de PGA Europro Tour en gaf les op de golfschool van Simon Cox. Hij speelt sinds 2004 op Europees niveau. Op de Europese Challenge Tour eindigde hij in 2004 op de 19de plaats. De top-15 promoveerden automatisch naar de Europese Tour. Een week nadat hij de Finals op de Tourschool haalde, brak hij zijn elleboog. 
In 2005 werd hij 22ste op de Challenge Tour, terwijl er dat jaar 20 naar de Tour promoveerden. Hij werd ook 2de op het Rotterdam International Open achter Per G. Nyman met een score van -12.
In 2006 won hij op de Challenge Tour in Estoril en eindigde hij als 5de op de Order of Merit, zodat hij zijn tourkaart kreeg.

Sullivan speelt soms dik onder par, zoals bij de eerste ronde van het Frans Open in 2007, waar hij 65 maakte, maar vervolgens driemaal in de 70 speelde en op de 26ste plaats eindigde. Of zoals bij de European Masters in Crans in 2008, waar hij een eerste ronde van 66 noteerde achter Rory McIlroy, maar zijn tweede ronde was 77 dus hij kwalificeerde zich niet voor het weekend.

In 2008 was hij weer terug op de Challenge Tour. Zijn beste prestatie dat jaar was op het South Africa Airways Open, waar hij gedeeld derde werd achter James Kingston en Oliver Wilson.

### Gewonnen

#### Challenge Tour
- Estoril Challenge